# Pearl Alcock
Pour les articles homonymes, voir Alcock.
Pearl Alcock, née en 1934 en Jamaïque et morte en 2006 à Londres (Royaume-Uni), est une artiste dans la mouvance de l'art brut et propriétaire de club britannique.

## Vie et œuvre
Pearl Alcock emménage à Londres autour de 1954, quittant sa Jamaïque natale et son mariage. Trouvant d'abord du travail en tant que femme de ménage, elle ouvre dans les années 1970 une boutique de vêtements sur Railton Road, dans le quartier de Brixton, à Londres, et plus tard ouvre un café et un shebeen illégal, très populaire dans la communauté gay, dans la même rue,,. Pearl Alcock était elle-même connue pour être une femme bisexuelle,.
À la suite des soulèvements de Brixton en 1985, elle se retrouva sans revenus et incapable de payer une carte d'anniversaire pour une connaissance. Elle décida alors d'en dessiner une, lui donnant un goût prononcé pour le dessin, qu'elle décrit en ces termes : “I went mad scribbling on anything I laid my hands on. Friends admired what I had done and began to bring me materials to use. That is how I started.” (« Je me suis mise à dessiner comme une folle sur tout ce qui me tombait sous la main, et mes amis, admirant ce que je faisais, ont commencé à me donner de quoi dessiner. Et c'est ainsi que j'ai commencé. »).
Monika Kinley (en), une des plus célèbres partisanes britanniques de l'art brut, décrit Pearl Alcock comme une « poète visuelle ». En 2005, l'œuvre de Pearl Alcock est incluse dans une exposition d'art brut de la Tate Britain.

## La communauté LGBTQ de Brixton
Le shebeen de Pearl Alcock a pris une place inégalée dans la scène LGBTQ de Brixton à l'époque. Un homme blanc britannique, nommé Simon, se souvient de l'endroit comme un carrefour d'interactions pour les personnes locales LGBTQ, issues de populations noires et blanches : 
Always heaving...a space this sort of size packed with people dancing, and there would be a bar at the end selling Heineken or cocktail type stuff, martinis and so on...there were only one or two women there, about 80% black men, 20% white I suppose. Of the black guys that would go to Pearl’s...maybe half of them would be in a relationship with a white person, and half would be in a relationship with a black person. (« Toujours en mouvement... Un espace aussi petit toujours rempli de gens en train de danser. Il y avait un bar tout au fond qui proposait des Heineken, des genres de cocktails, des martinis, etc. Il n'y avait que deux ou trois femmes là-bas, environ 80 % d'hommes noirs, et 20 % d'hommes blancs. Et de tous les mecs noirs qui allaient chez Pearl... Peut-être la moitié d'entre eux étaient en couple avec une personne blanche, et l'autre moitié avec une personne noire. »).

## Expositions
- 1989 : Three Brixton Artists: Pearl Alcock, George Kelly, Michael Ross, 198 Gallery, London[10]
- 2005 : Outsider Art, Tate Britain, London[11]